# Toyota Group
Toyota Group (яп. トヨタグループ, Toyota Gurūpu) — це група компаній, яка має постачальника, продавця та інвестиційні відносини з компаніями Toyota Industries і виробничими потужностями Toyota Motor vehicle. Це схоже на кейрецу, тому що жодна особа не має прямого контролю над всією групою, хоча на відміну від більшості кейрецу вона не містить головного банку.

## Основні групи компаній
- Toyota Industries (1926) — виробляє навантажувачі та інше обладнання
- JTEKT (1935) — виробляє підшипники та інші деталі
- Toyota Motor (1937) — виробляє автомобілі
  - Toyota Auto Body (1940) — виробляє кузови до вантажівок; 100 % належить Toyota Motor.
  - Toyota Communication Systems Co., Ltd. (2001) — ІT системний інтегратор; 100 % належить Toyota Motor
  - Hino Motors — виробник дизельних вантажних автомобілів і автобусів, придбаних Toyota Motor в 2001 році
- Aichi Steel (1940) — виробляє автомобільну сталь; 30 % належать компаніям Toyota Industries та Toyota Motor
- Toyota Motor East Japan — утворена в 2012 році шляхом злиття Kanto Auto Works (1945), Toyota Motors Tohoku та Central Motors
- Toyota Tsusho (1946) — торгова компанія (сого шоша), що підтримує глобальні операції компаній Toyota Group; 33 % належать компаніям Toyota Industries та Toyota Motor
- Aisin Seiki (1949) — виробляє автомобільні компоненти; 30% належать компаніям Toyota Industries та Toyota Motor
- Toyoda Gosei (1949) — виробляє автомобільні компоненти; 43 % належать Toyota Motor
- Denso (1949) — виробляє кондиціонери та інші автомобільні компоненти
- Toyota Boshoku (1918) — оригінальна компанія Toyota; виробляє фільтри, оздоблення, вкладиші та інші автомобільні компоненти
- Towa Real Estate (1953) — розробник комерційної нерухомості в районі Нагоя ; тримає акції в інших групах Toyota Group як міру запобігання захопленню
- Toyota Central R & D Labs., Inc. (1960) — проводить дослідження та розробки для інших компаній групи Toyota
- Daihatsu (1907) — виробляє компактні автомобілі; став дочірньою компанією у 2016 році
- Toyota Financial Services (2000) — постачальник автомобільного фінансування та кредитних карток
- Toyofuji Shipping Co. — міжнародна судноплавна компанія для автомобілів Toyota
- Toyota Housing Corporation (2003) — житлове будівництво

## Філії або часткова власність дочірніх компаній
- Kyoho kai group — автозапчастини компанії (211 компаній)
- Kyouei kai group — логістична/об'єктна компанія (123 компанії)
- Subaru Corporation, Виробництво автомобілів Субару (Тойота володіє 16.5 % компанії)
- Isuzu Motors Ltd. (Тойота володіє 5.9 % компанії)
- Misawa Homes Holdings, Inc. (Тойота володіє 13.4 % компапії)
- Об'єднана Австралійська автомобільна промисловість — спільне підприємство між Toyota Australia і GM-Holden (з 1989 до 1996)
- Нове об'днане виробництво моторів (англ. New United Motor Manufacturing, Inc. (NUMMI)) — спільне підприємство між Toyota і General Motors (з 1984 до 2010)
- Primearth EV Energy Co (PEVE) — спільне підприємство між Toyota і Panasonic (1996 до теперішнього часу)
- Toyota Canada Inc. (TCI) — спільне підприємство між Toyota (51 %) і Mitsui & Co. Ltd. (49 %) (1964 до теперішнього часу)
- Yamaha Motor Corporation (Тойота володіє 3.6 % компанії)[джерело?]